# Eva De Bleeker
 (décembre 2022).
Si vous disposez d'ouvrages ou d'articles de référence ou si vous connaissez des sites web de qualité traitant du thème abordé ici, merci de compléter l'article en donnant les références utiles à sa vérifiabilité et en les liant à la section « Notes et références ».
Pour les articles homonymes, voir Bleeker (homonymie).
Eva De Bleeker, née le 2 août 1974 à Saint-Nicolas, dans la province de Flandre-Orientale (Belgique), est une femme politique belge de l'Open Vld. Du 1er octobre 2020 au 18 novembre 2022, elle est secrétaire d'État au Budget et à la Protection des consommateurs du gouvernement De Croo et, depuis août 2024, présidente de l'Open Vld.

## Biographie
Eva Maria De Bleeker, née le 2 août 1974 à Saint-Nicolas, est la fille d'Eugeen De Bleeker, neuropsychiatre, et de Mieke Van Den Sande, psychologue. Elle grandit pendant ses premières années à Saint-Nicolas. Avec son compagnon, elle a quatre enfants et s'est établie à Hoeilaart dont elle est conseillère communale depuis 2007.
Elle étudie le latin-grec en humanités au collège Vita-et-Pax de Schoten. Elle obtient un diplôme d'ingénieur commercial au Solvay Management School du Vrije Universiteit Brussel et un master en International Political Economy à l'université de Warwick.
Après ses études, elle travaille comme chercheuse en économie auprès de la société de conseil LMC International à Oxford. Elle travaille ensuite comme assistante en économie générale à la Vrije Universiteit Brussel et comme chargée de mission à la Fédération professionnelle de l'industrie agroalimentaire, où elle surveille la position concurrentielle de l'industrie européenne. En 2007, elle passe un examen d'économie et statistiques pour les institutions européennes, avant de trouver un emploi à la Direction Générale Commerce de la Commission européenne en 2009. De 2014 à 2018, elle travaille à la Commission européenne pour la Direction Générale Énergie, où elle est responsable du dossier commercial lié à l'énergie et des relations avec la Chine et l'Asie du Sud-Est. À partir de 2018, elle travaille à la Direction Générale Affaires maritimes et Pêche. Sur recommandation du gouvernement flamand, elle siège également au conseil d'administration de la Vlaams-Europees Verbindingsagentschap.
En octobre 2006, elle est élue de la 11e place comme conseillère communale dans la commune de Hoeilaart, dans le Brabant flamand, et de 2013 à 2020, elle y est échevine avec le portefeuille des sports, du logement, de l'énergie, du bien-être des enfants et de l'enseignement. Depuis 2016, elle est présidente de l'Open Vld Vrouwen Nationaal et est élue en tant que non-mandataire au conseil national du parti de l'Open Vld. Lors des élections fédérales belges du 13 juin 2010, De Bleeker se présente pour la première fois au niveau national pour le Sénat, elle y occupe la 19e place. Lors des élections au  européen du 25 mai 2014, elle occupe la 4e place de la liste européenne Open Vld. Lors des élections au Parlement européen du 19 mai 2019, elle se présente à la première place de la liste européenne Open Vld.
Le 1er octobre 2020, De Bleeker prête serment comme secrétaire d’État au Budget et à la Protection des consommateurs au sein du gouvernement De Croo. 
Le 17 décembre 2020, elle publie sur Twitter les prix des différents vaccins Corona, alors que le gouvernement belge et l'UE sont liés par des clauses de confidentialité. Ce faisant, elle reçoit à la fois des critiques de la part des partis d'opposition belges et, selon les experts, elle a affaibli la position de la Commission européenne dans les futures négociations sur l'achat de nouvelles versions du vaccin Covid-19. 
Le 18 novembre 2022, elle démissionne de son poste de secrétaire d'Etat dans le gouvernement De Croo, à la demande du premier ministre, à la suite d'erreurs dans le calcul du budget 2023 et 2024. Le budget communiqué à la Chambre des représentants et celui envoyé à la Commission européenne n'étaient pas les mêmes, elle démissionne sous la pression des députés. Elle est remplacée par Alexia Bertrand.
À la suite des élections au Parlement flamand de juin 2024, elle est élue députée malgré la défaite de son parti.
Le 24 août 2024, elle est élue présidente de l’Open Vld.

## Décoration
- Commandeur de l'ordre de Léopold II (2024)[3]